# Геурень (Румунія)
Геурень, Геурені (рум. Găureni) — село у повіті Ясси в Румунії. Входить до складу комуни Мірослава.
Село розташоване на відстані 321 км на північ від Бухареста, 6 км на захід від Ясс.

## Населення
За даними перепису населення 2002 року у селі проживали 178 осіб, усі — румуни. Усі жителі села рідною мовою назвали румунську.